# Pfälzerhütte
Il Pfälzerhütte è un rifugio alpino a 2.108 metri d'altezza che si trova nella valle della Samina nel comune di Triesenberg ai piedi del Naafkopf (2.571 m s.l.m.), è gestito dal Liechtensteiner Alpenverein e ha 71 posti letto.